# Ourthe

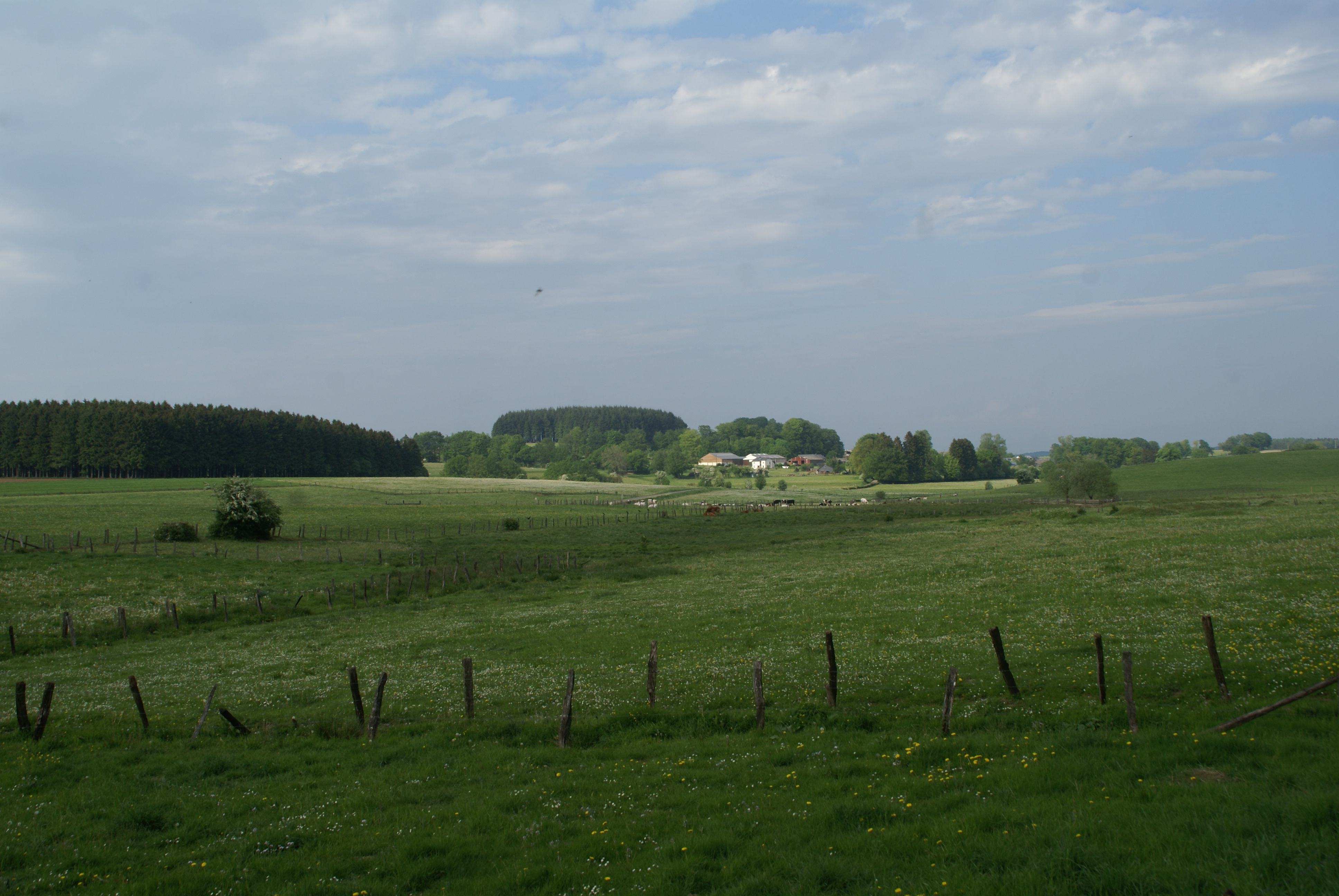
El valle del Ourthe visto desde Ourt

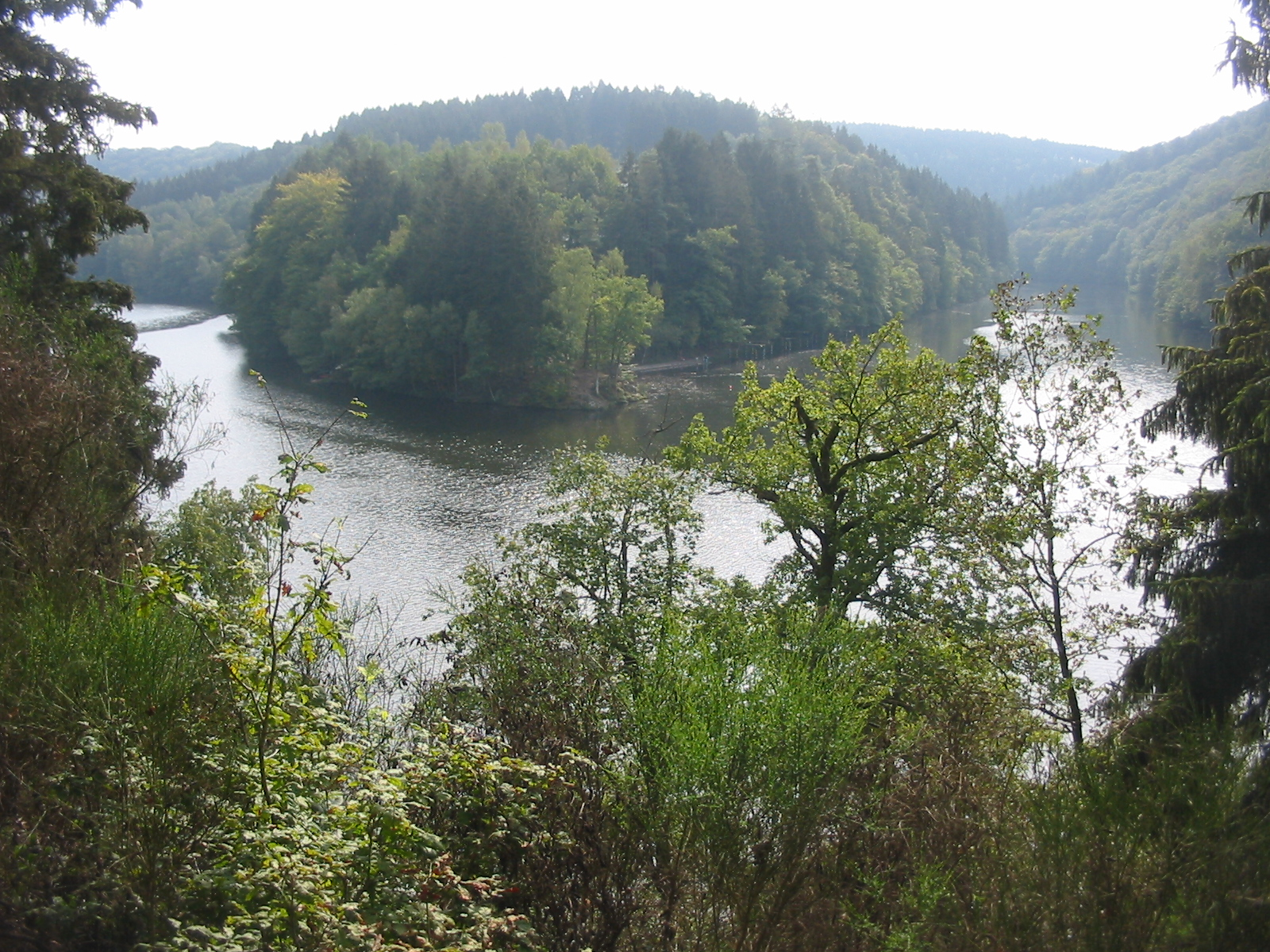
Confluencia de las dos ramas del río Ourthe.

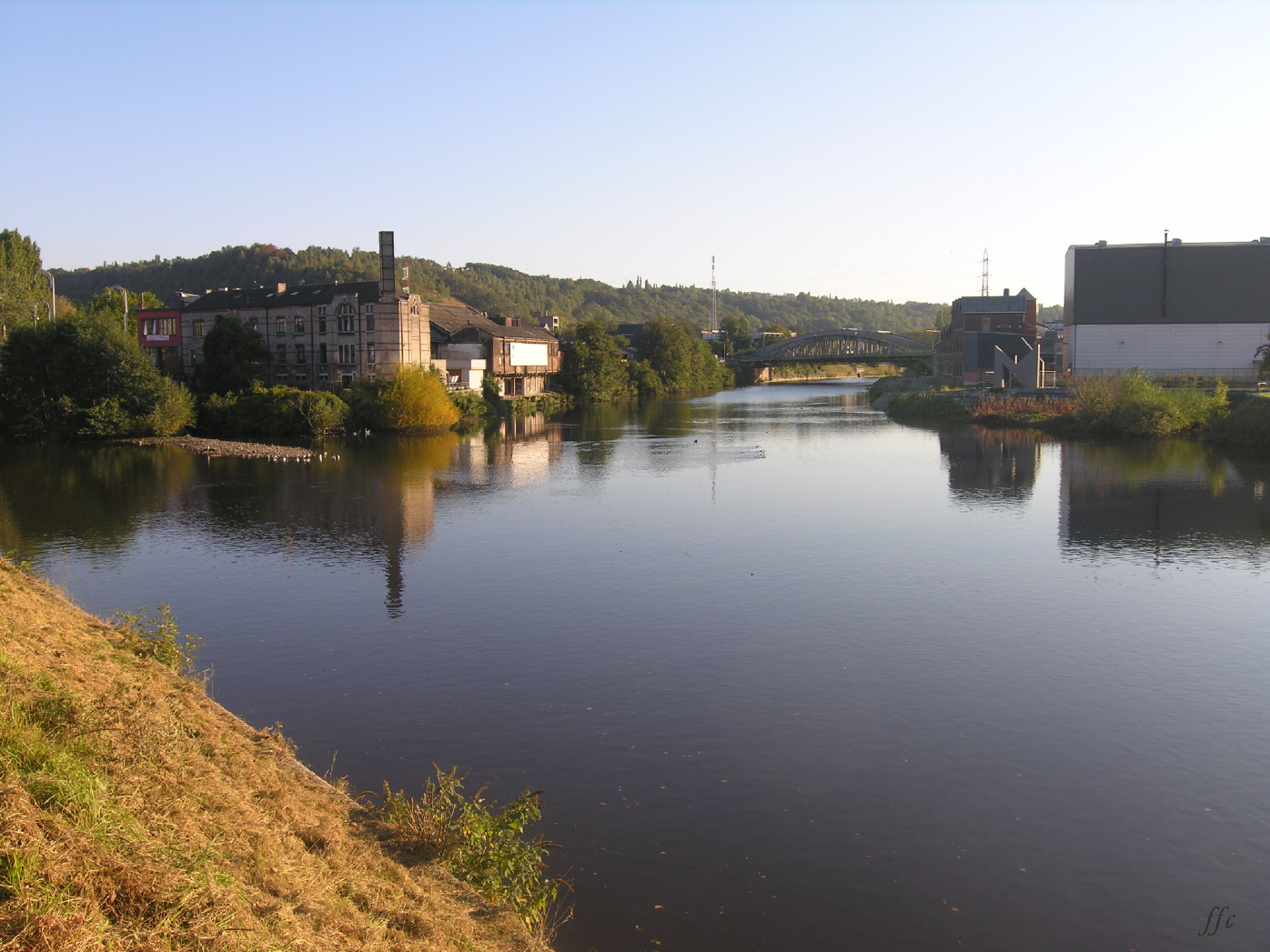
Confluencia del río Vesdre (a la izquierda) y del Ourthe en la localidad de Chênée

El río Ourthe (en valón Aiwe d'Oûte) es un río belga de 165 km que nace en la localidad de Engreux, en el municipio de Houffalize, de la confluencia de los dos brazos del curso de agua, el Ourthe Occidental, que nace en Ourt, Libramont-Chevigny, y del Ourthe Oriental que nace en Ourthe, Gouvy, en la provincia belga de Luxemburgo. Desagua en el río Mosa, en Lieja.

## Canal Mosa-Mosela
El canal del Ourthe entre Lieja y Comblain-au-Pont es un resto del proyecto gigantesco de conectar el Mosela y el Mosa intermediando de un canal al inicio del XIX XIX. Los trabajos empezaron en 1827, cuando el territorio formaba parte del Reino Unido de los Países Bajos. La carencia de recursos financieros, la incertidumbre política y la llegada del ferrocarril contribuyeron al abandono del proyecto. La independencia de Luxemburgo en 1839  significó su fin definitivo. Todavía hoy persisten otros vestigios impresionantes sin terminar de la época: en Bernistap, en el municipio de Houffalize, hay un túnel transfronterizo de 2,5 kilómetros que nunca se utilizó. En 1998, fue catalogado como monumento histórico. Este túnel habría sido el punto culminante del canal.

## Afluentes
Principales afluentes y el nombre de la localidad de la desembocadura
- Aisne, Bomal
- Lembrée, Logne
- Néblon, Hamoir
- Magrée, Esneux
- Amblève
- Lembrée, Vieuxville (Ferrières)
- Eau Rouge
- Vesdre, Chênée (Lieja).

## Galería

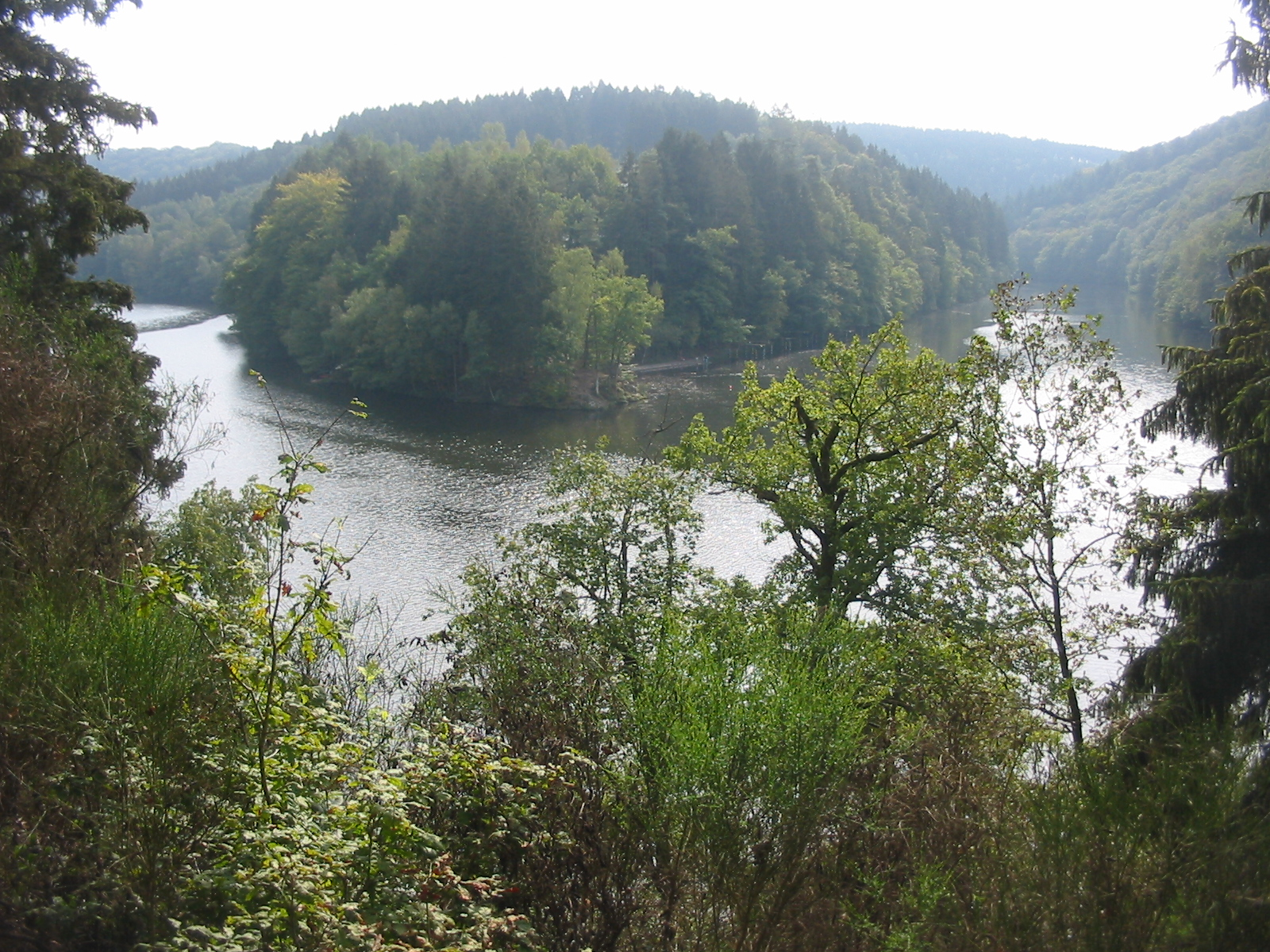
Confluencia de los ríos Ourthe Occidental y Ourthe Oriental.
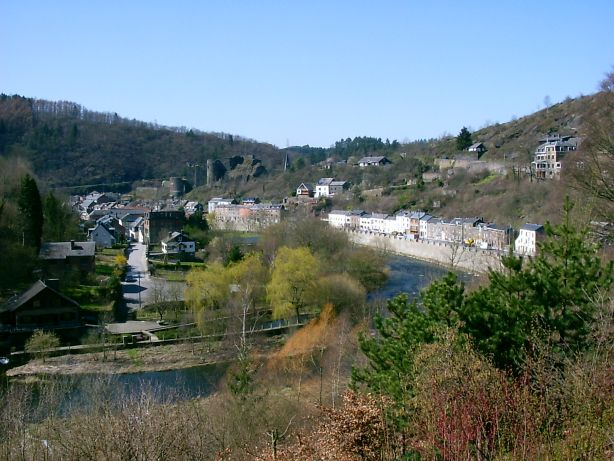
Vista del río desde La Roche-en-Ardenne
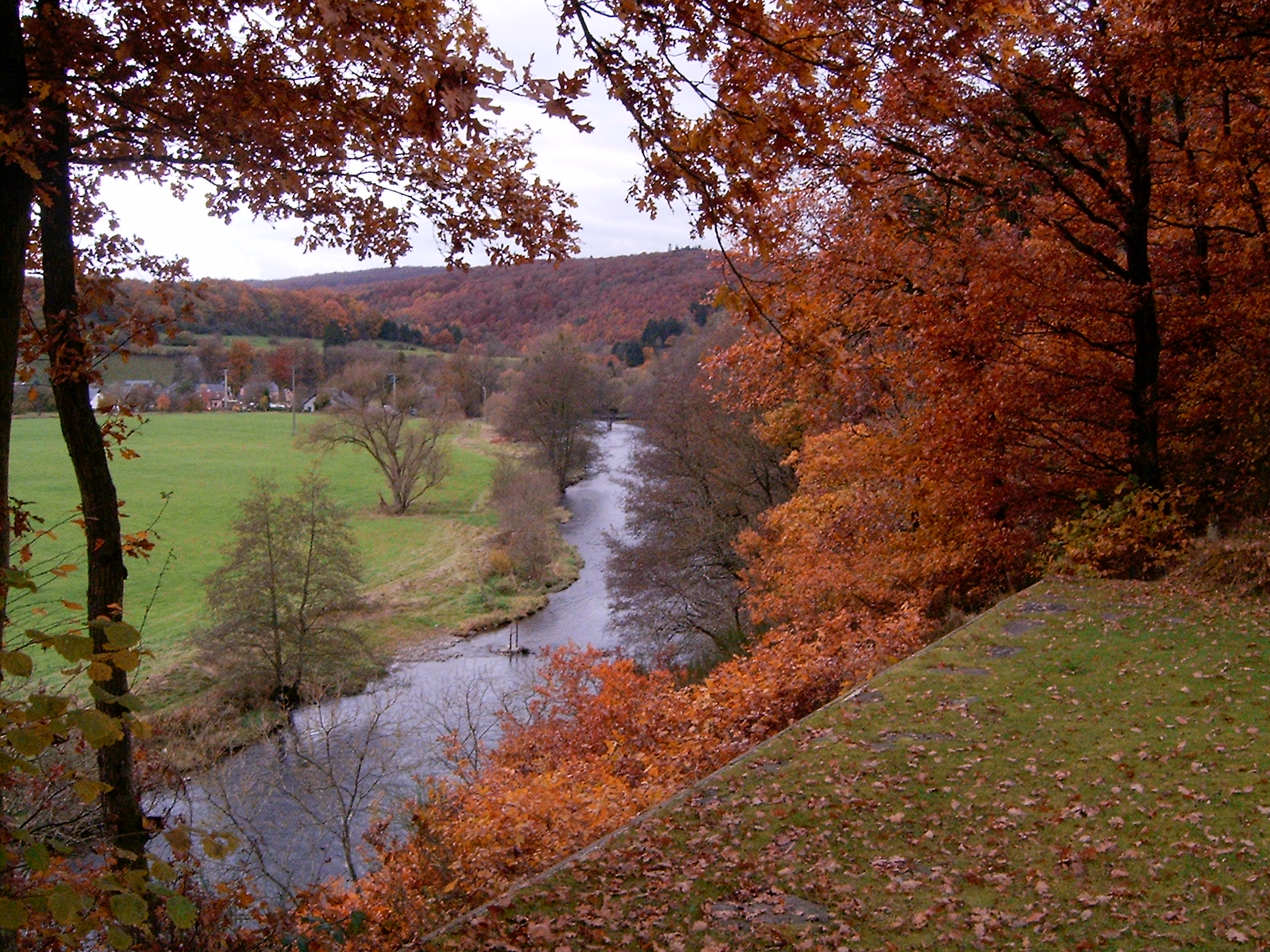
El río en otoño.
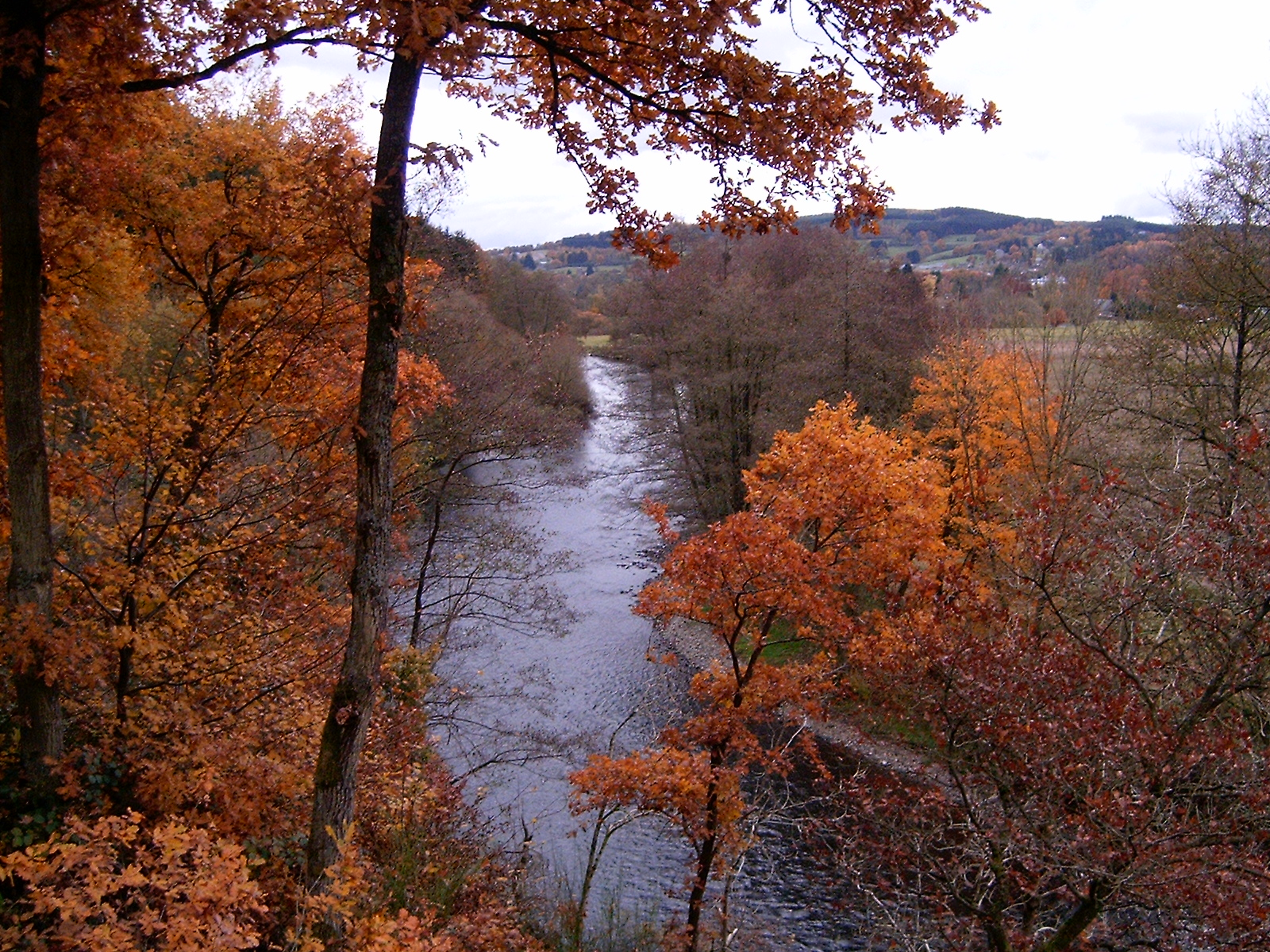
Imagen de otoño.
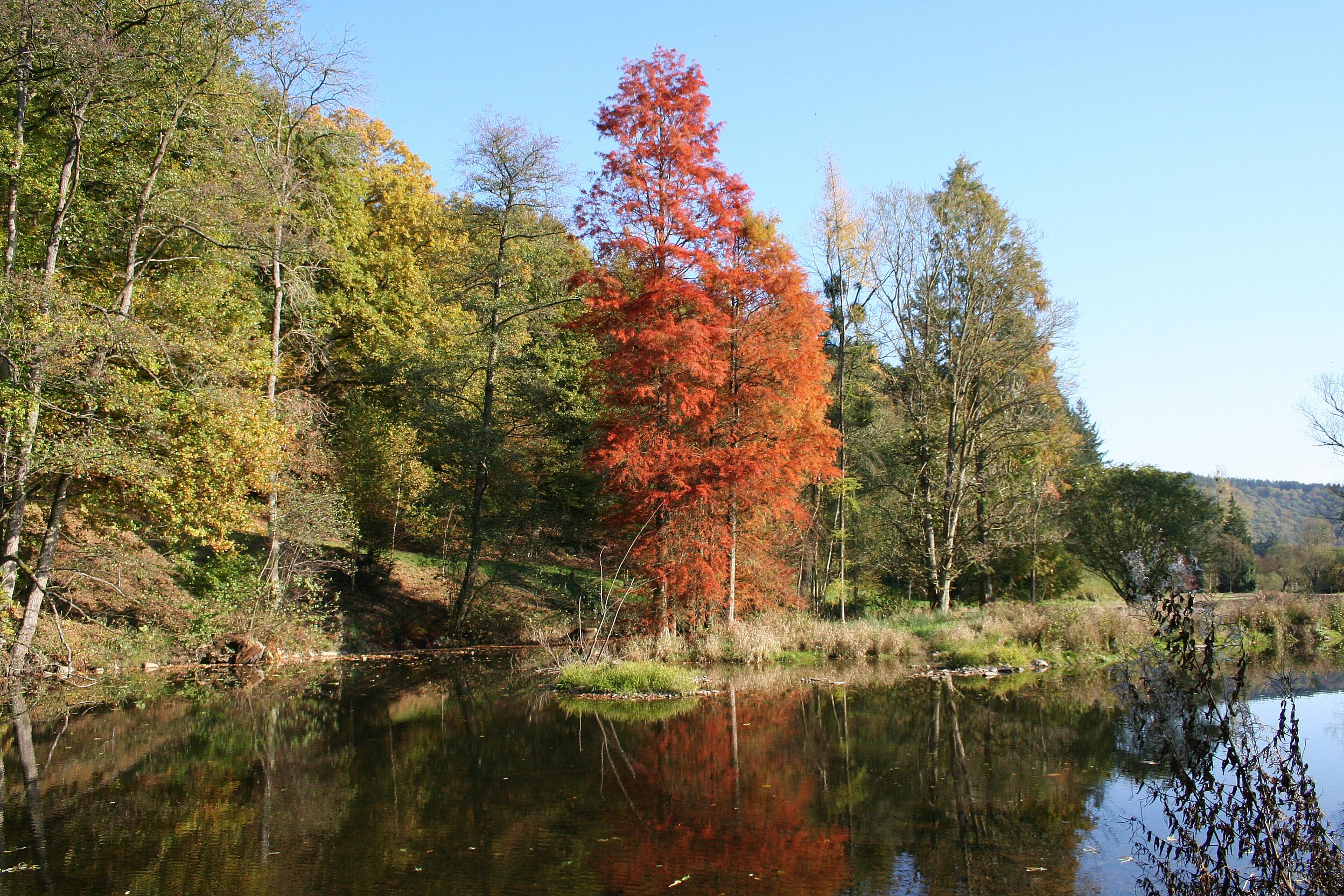
Arboledas en el río Ourthe.
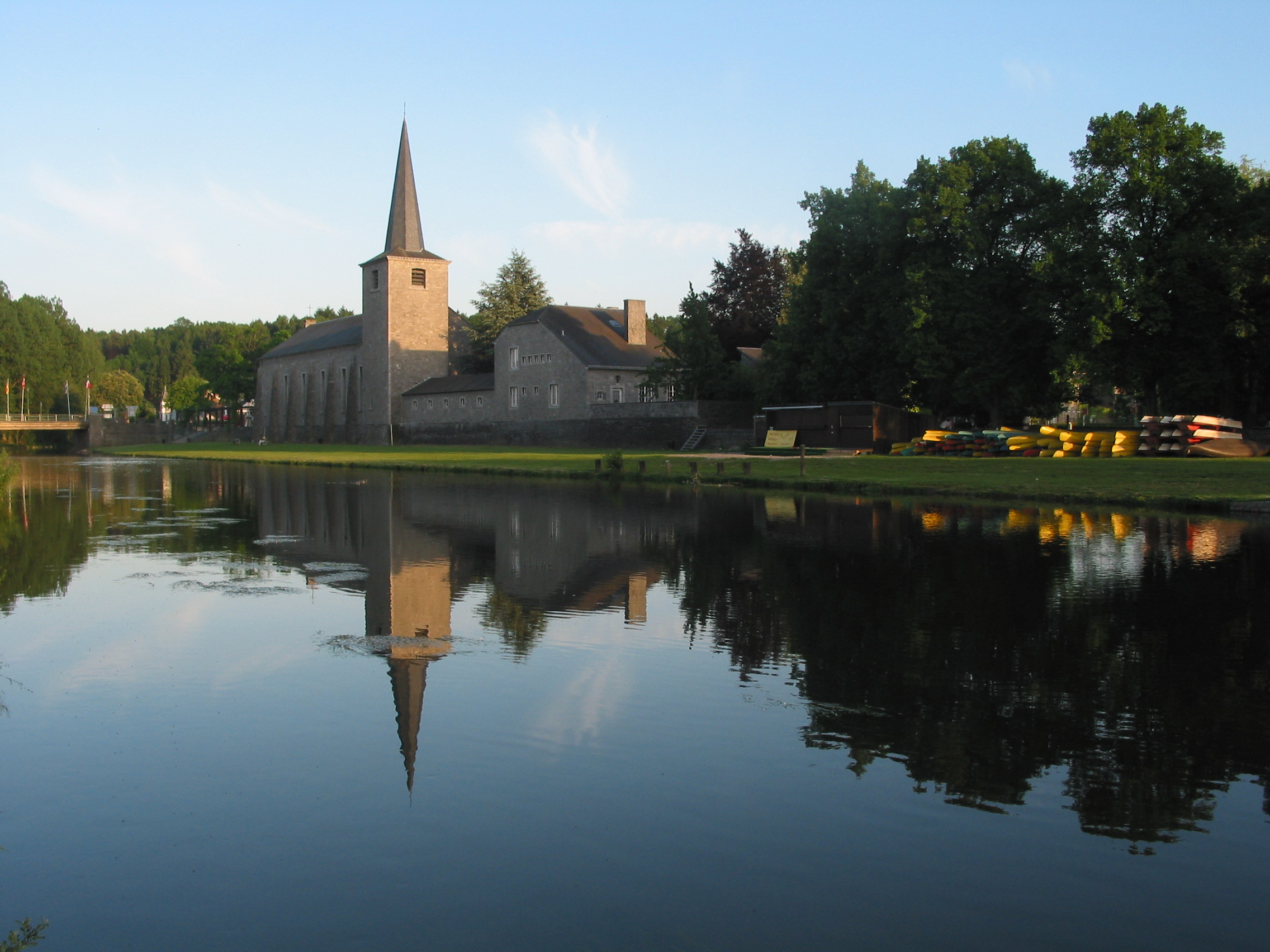
Vista del río con la localidad de Hotton al fondo.
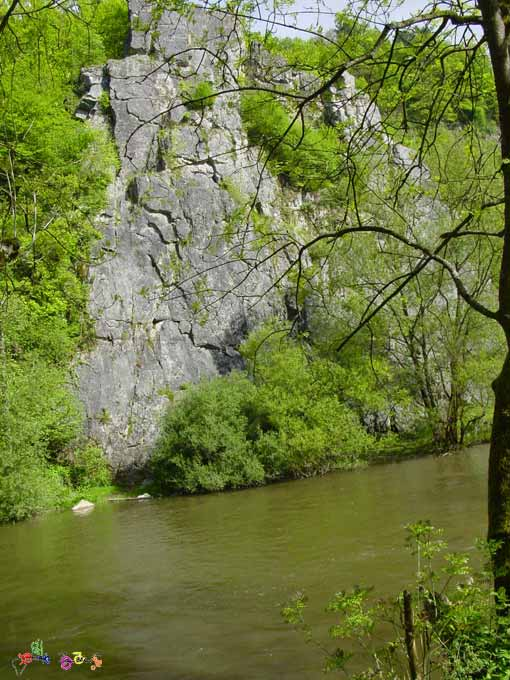
Roquedos desde Sy.
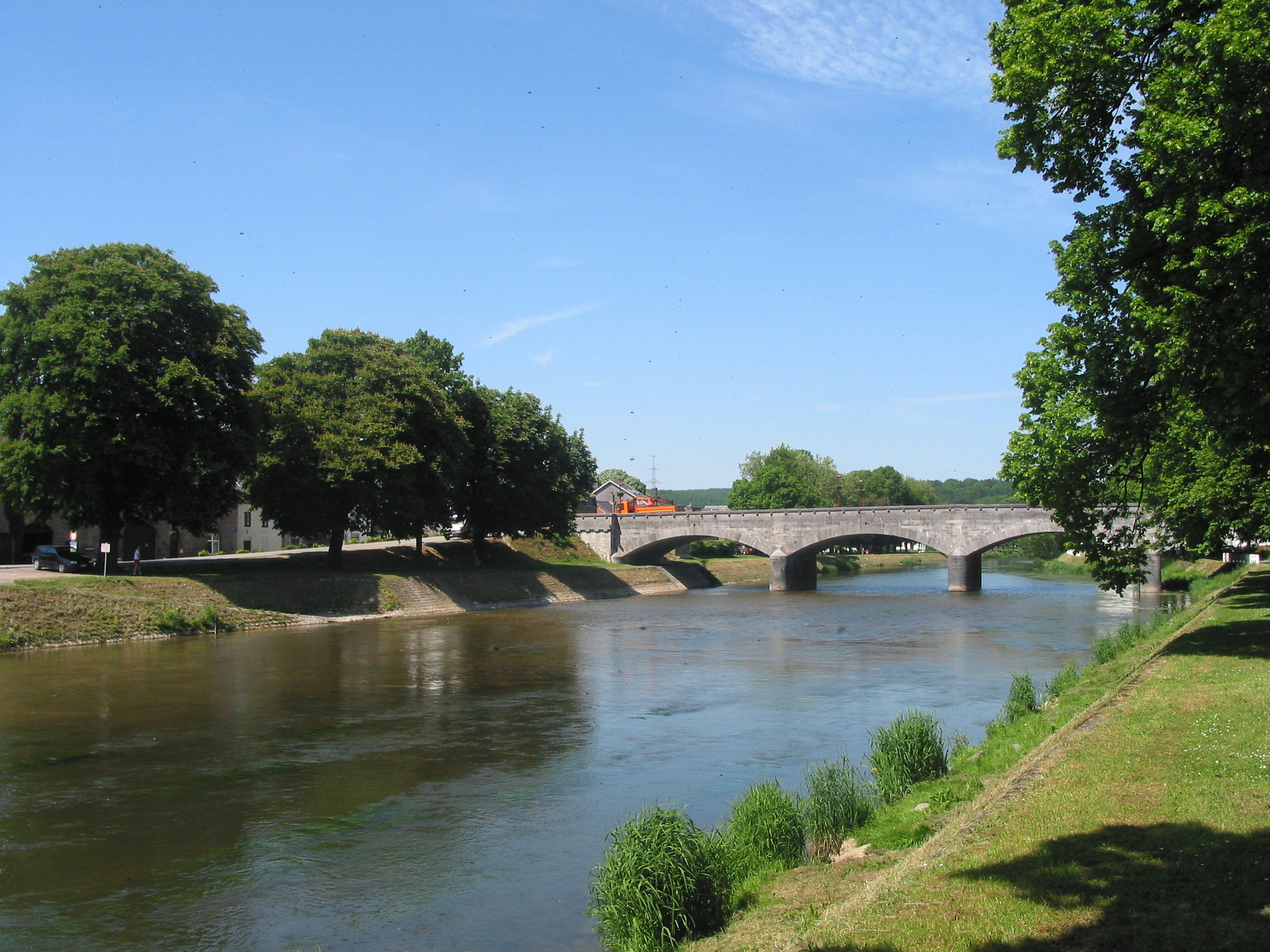
Vista desde Hamoir.
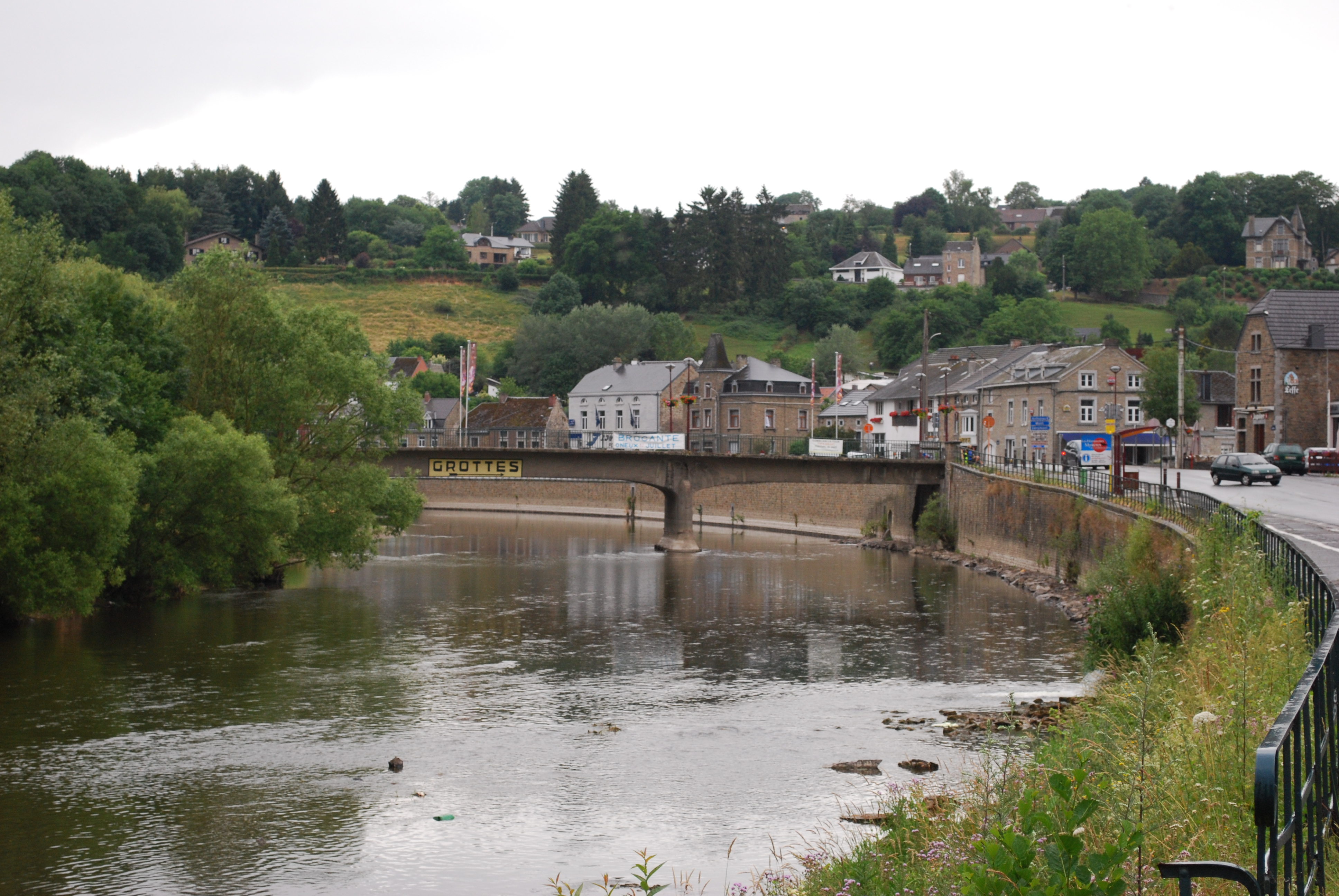
Vista de Comblain-au-Pont.
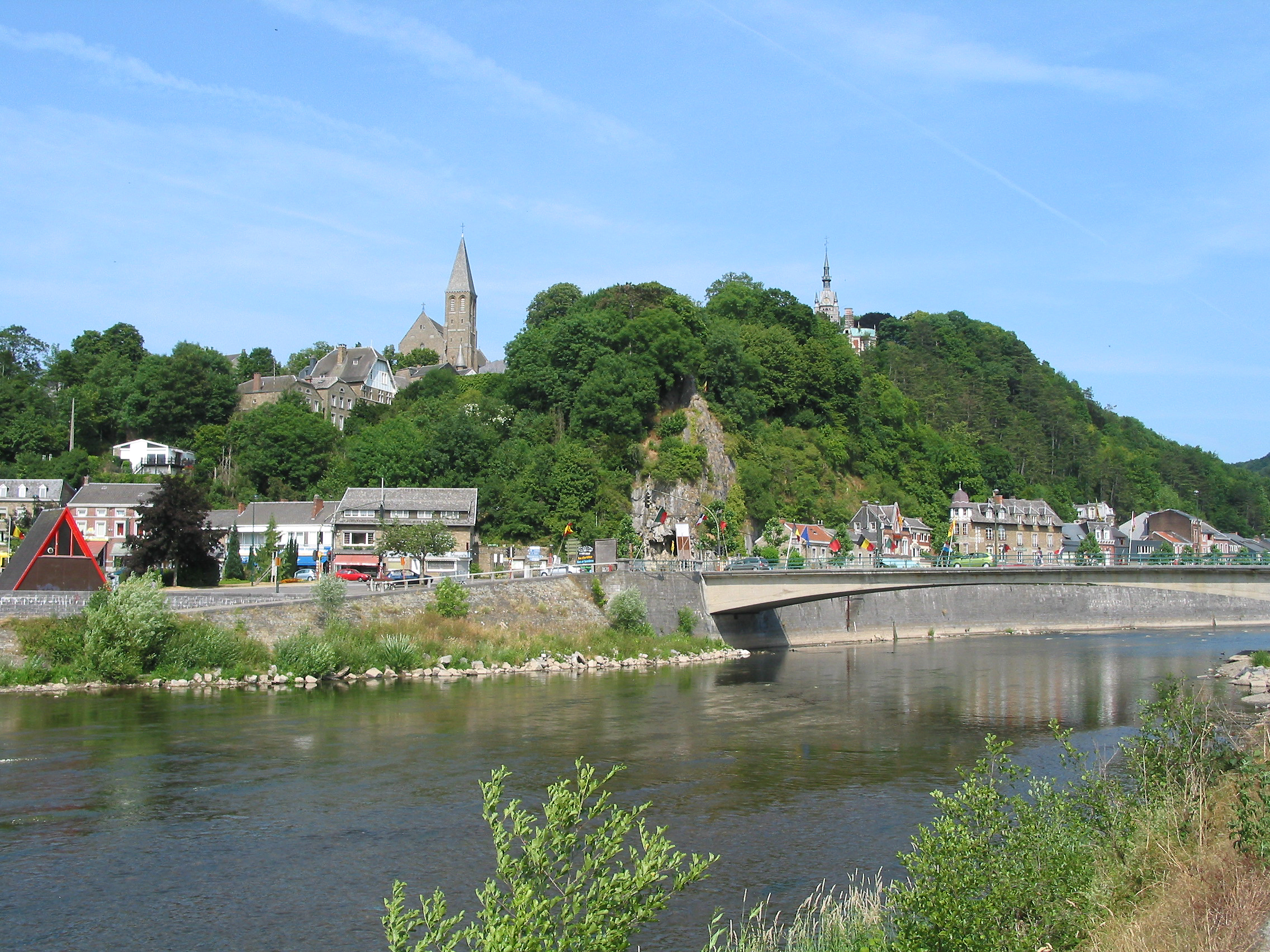
Vista desde Esneux.
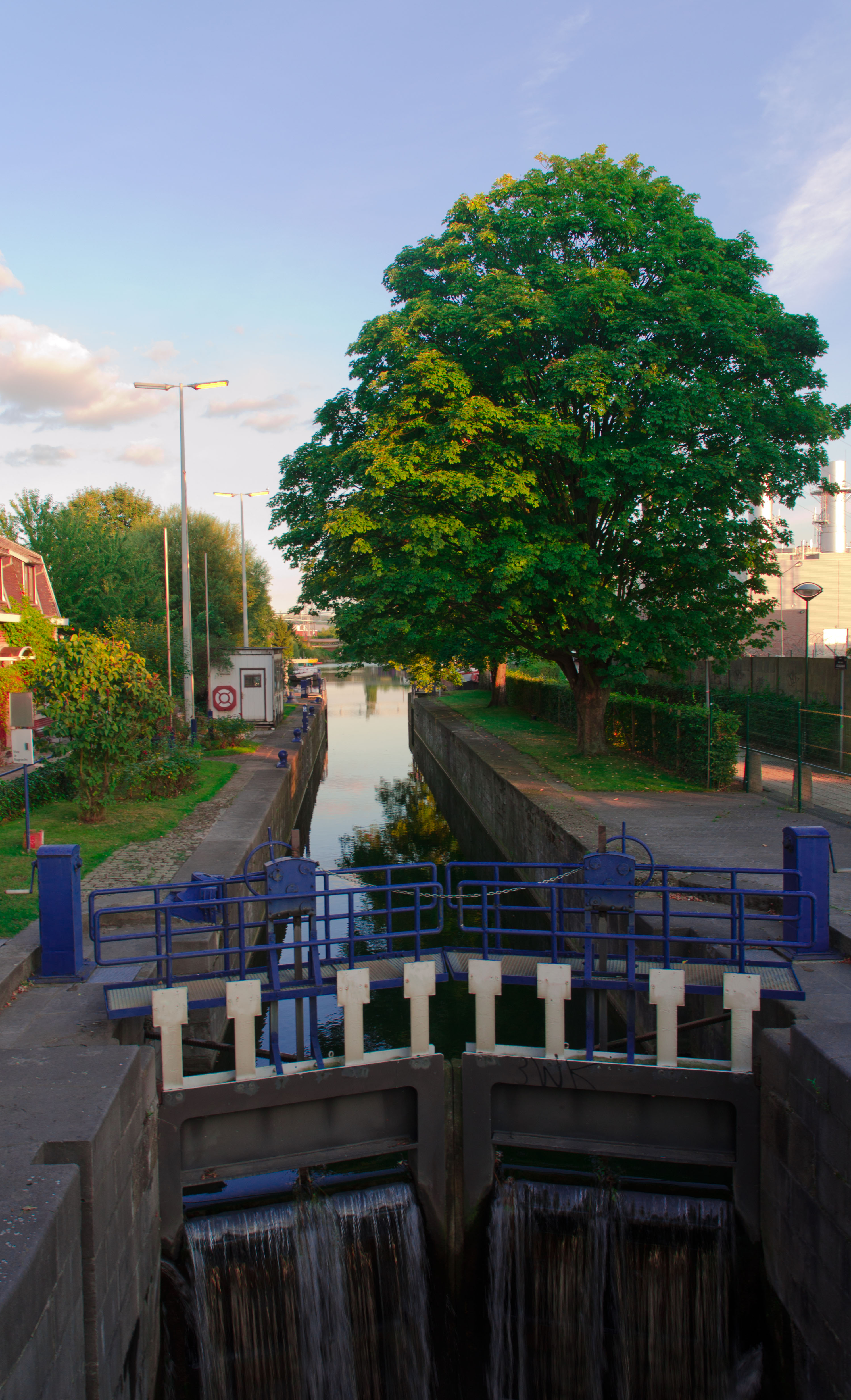
Canal del Ourthe desde Lieja.